# Jules van Hest
Jules van Hest (Baarlo, 16 februari 1980) is een Nederlandse radio-dj. 

## Carrière
Van Hest start zijn radiocarrière bij een lokale zender Omroep P&M. Hierna komt hij terecht bij de Radio 538 dj school en na een aantal maanden krijgt hij een nachtprogramma op deze zender.
Na twee jaar vertrekt hij naar de Nederlandse Antillen om bij Dolfijn FM de ochtendshow te gaan presenteren. Na 1,5 jaar keert hij terug naar Nederland, waar hij aan de slag gaat bij de regionale radiozender Hot Radio.
Van september 2007 tot medio 2009 presenteert hij iedere zondag het programma Ook Goeiemorgen op Radio Veronica. In juni 2008 komt ook de zaterdagochtend erbij.
In maart 2009 begint hij bij TMF Radio.
Van augustus 2014 t/m begin januari 2018 maakt Van Hest alle dagen van 9.00 tot 13.00 uur een programma op Qmusic Limburg.
In juni 2022 begon hij als invaller op Radio 10.
Vanaf eind januari 2023 krijgt Jules daar een vast programma op zaterdag- en zondag-avond van 18.00-21.00 uur.